# Koban-kultúra

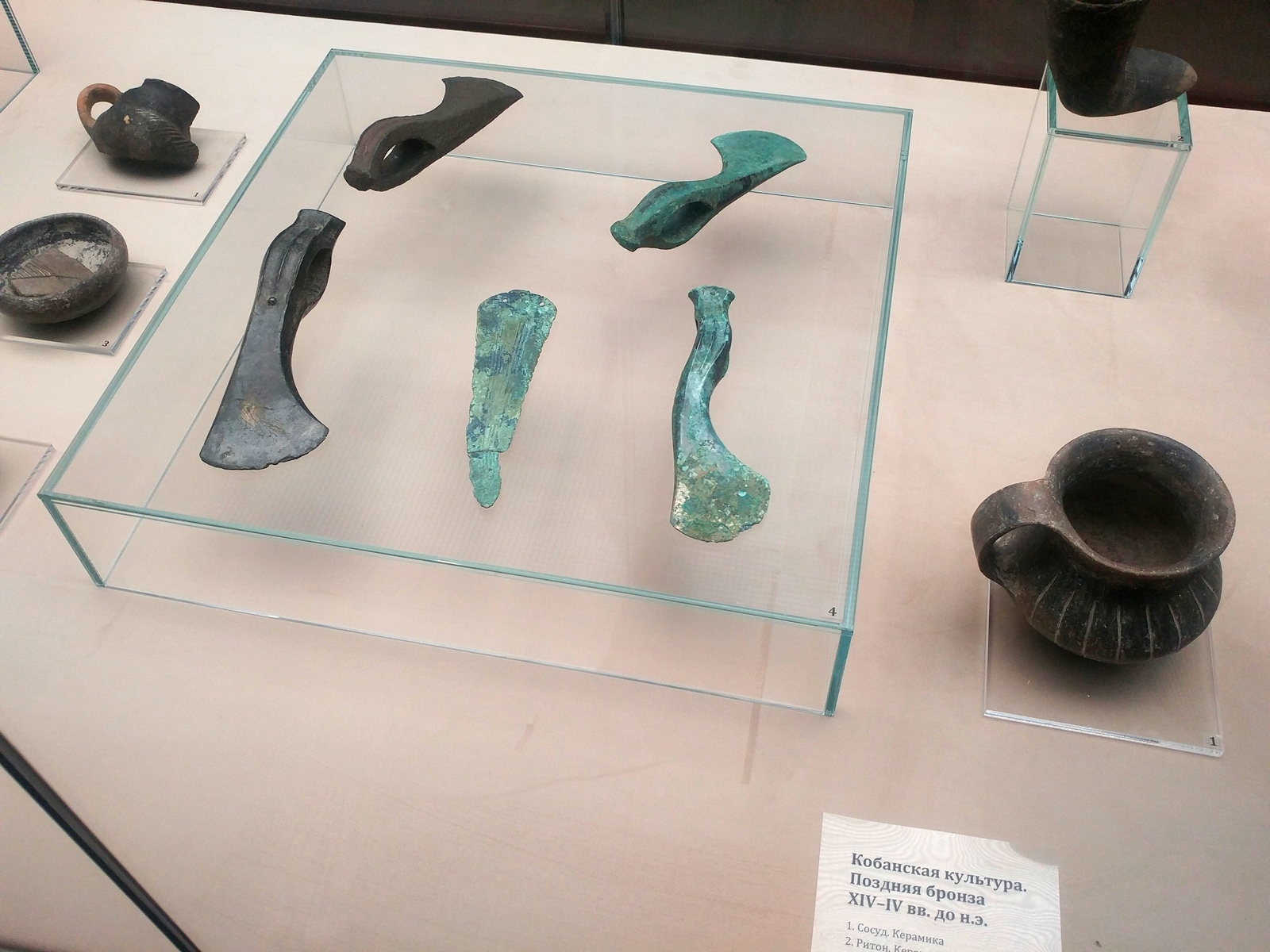
A Kobán-kultúra eszközei az Oszét Nemzeti Múzeumból

A Koban-kultúra (i. e. 1100 és 400 között) Észak- és Közép-Kaukázus késő bronzkori és vaskori kultúrája.
Nevét az észak-oszétiai Koban faluról kapta, ahol 1869-ben egy kurgánban csatabárdokat, tőröket, dísztárgyakat és egyéb tárgyakat találtak. Később további lelőhelyeket is feltártak a Közép-Kaukázusban.

## Földrajzi kiterjedése

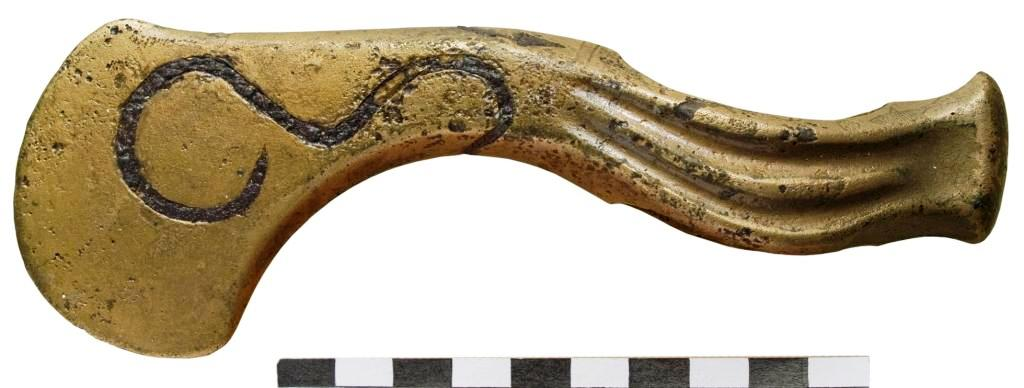
Bronzbalta vasbetétes díszítéssel a Kobán-kultúra területéről

A kultúra a Nagy-Kaukázus-hegység mindkét oldalán virágzott, de kiterjedt Ingusföld, Kabard-Balkária, Karácsáj-Cserkeszföld, valamint Észak-Oszétia-Alania és Dél-Oszétia területére is, de eljutott Grúzia magas északnyugati régióiba is, így például Racha és Szvaneti területére is, de Északkelet-Kaukázus egyes területein is voltak kobán települések, különösen a mai Ingusföldön és Csecsenföld nyugati területein.
Északon a kultúra egészen a Krasznodari területen lévő Terek és a Laba folyóig terjedt.

## Leírása
A koban-kultúra korai szakasza, különösen nyugaton, valószínűleg a legújabb radiokarbonos kormeghatározások szerint egészen a Kr. e. 13. századig nyúlik vissza.
A Koban-kultúra településeit (szemben az elszigetelt temetőkkel) kevéssé tanulmányozták, kivéve a mai Csecsenföldön található településeket, mint például Serzsen-Jurt közelében és Bamut közelében; ezek a Kr. e. 11. század körüli időszaktól a Kr. e. 7. század körüli időszakig jelentős központok voltak.

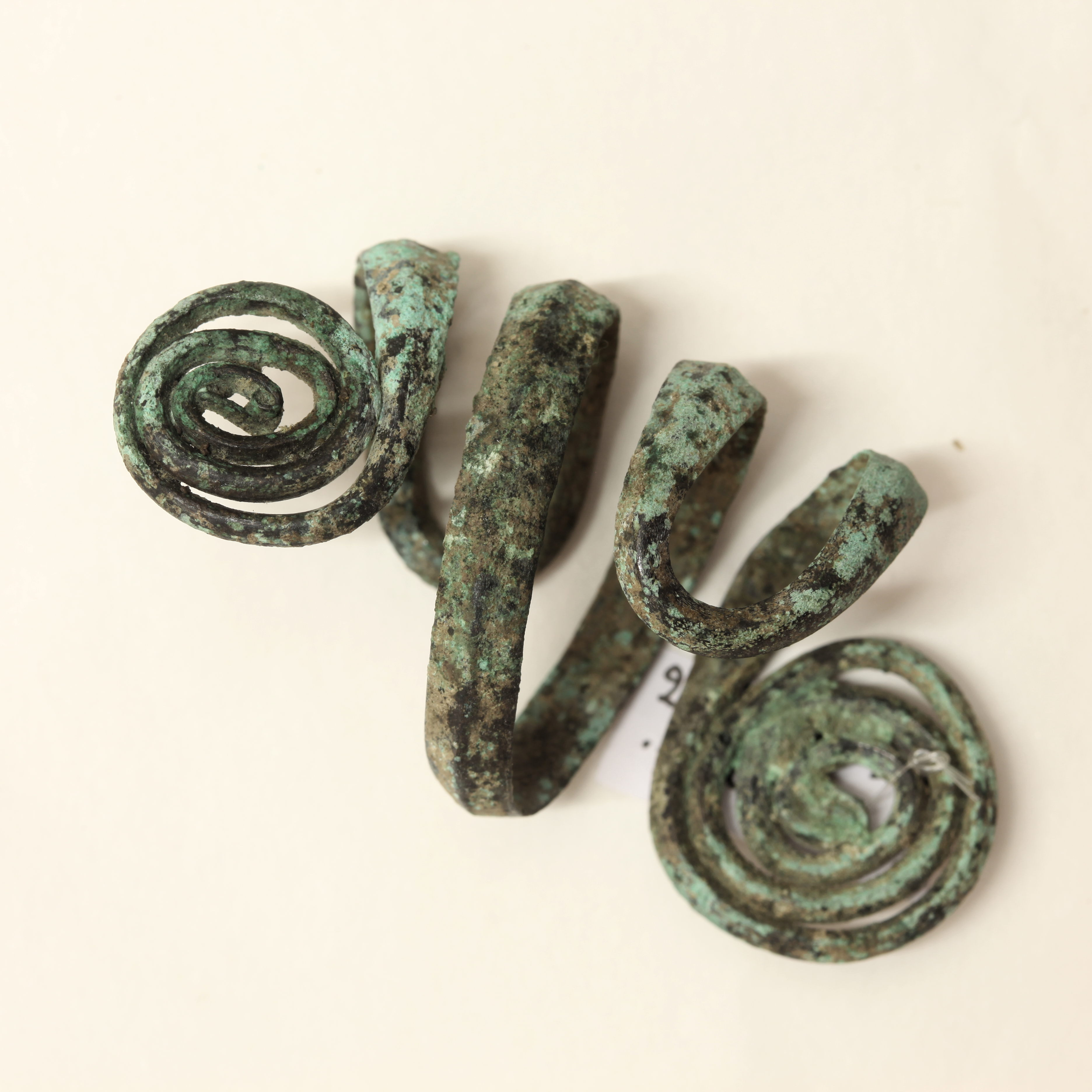
Kosfejű medál a Koban-kultúrából

A feltárt leletek között találhatók lakóhelyek, kőhidak, oltárok, vastárgyak, csontok, agyag- és kőtárgyak, de előfordult sarló és kő gabonamorzsoló is. A termesztett gabonafélék közé tartozott a búza, a rozs és az árpa. Tartottak szarvasmarhát, juhot, kecskét, szamarat, sertést és lovat is, de megtalálták az egykori kézművesség: fazekasság, kőöntés, csontfaragás és kőfaragó mesterségek nyomait is, de bizonyítékok vannak a kohászat fejlett szintjére is.

## Tli-i temető
A tli-i temető a dél-oszétiai Tli falu közelében, a Tligom-szakadékban (ru:Тлигомское ущелье) található, gazdag temetkezések nyomaival, ahol az ásatások a 19. század végén kezdődtek meg, majd 1955-1988 között folytatódtak. B. V. Tekhov itt több mint ötszáz temetkezést tárt fel, amelyekről részletes leírásokat is készített.
A Tli-i temető legkorábbi temetkezései a Kr. e. 16-14. századra (a kobánok kora előtti időszakra) nyúlnak vissza, mely időtől a temetőt a kobani-kultúra szinte teljes fennállási ideje alatt használták.

## Etnikai hovatartozás
Az etnikai hovatartozást tekintve Amjad Jaimoukha úgy véli, hogy a kobani-kultúra elsősorban nakh volt. Állítása szerint – bár valószínűleg mindezen kultúrákat az észak-kaukázusi nakhok (azaz csecsenek és ingusok) genetikai ősei között szereplő emberek készítették – de vagy a kobani vagy a karacsáji volt az az első kultúra, amelyet a csecsenek kulturális és nyelvi ősei készítettek (vagyis a csecsenek 3000-4000 évvel ezelőtt érkeztek először a szülőföldjükre). Jaimoukha állítása szerint a szkíta invázió okozta a koban-kultúra végét.

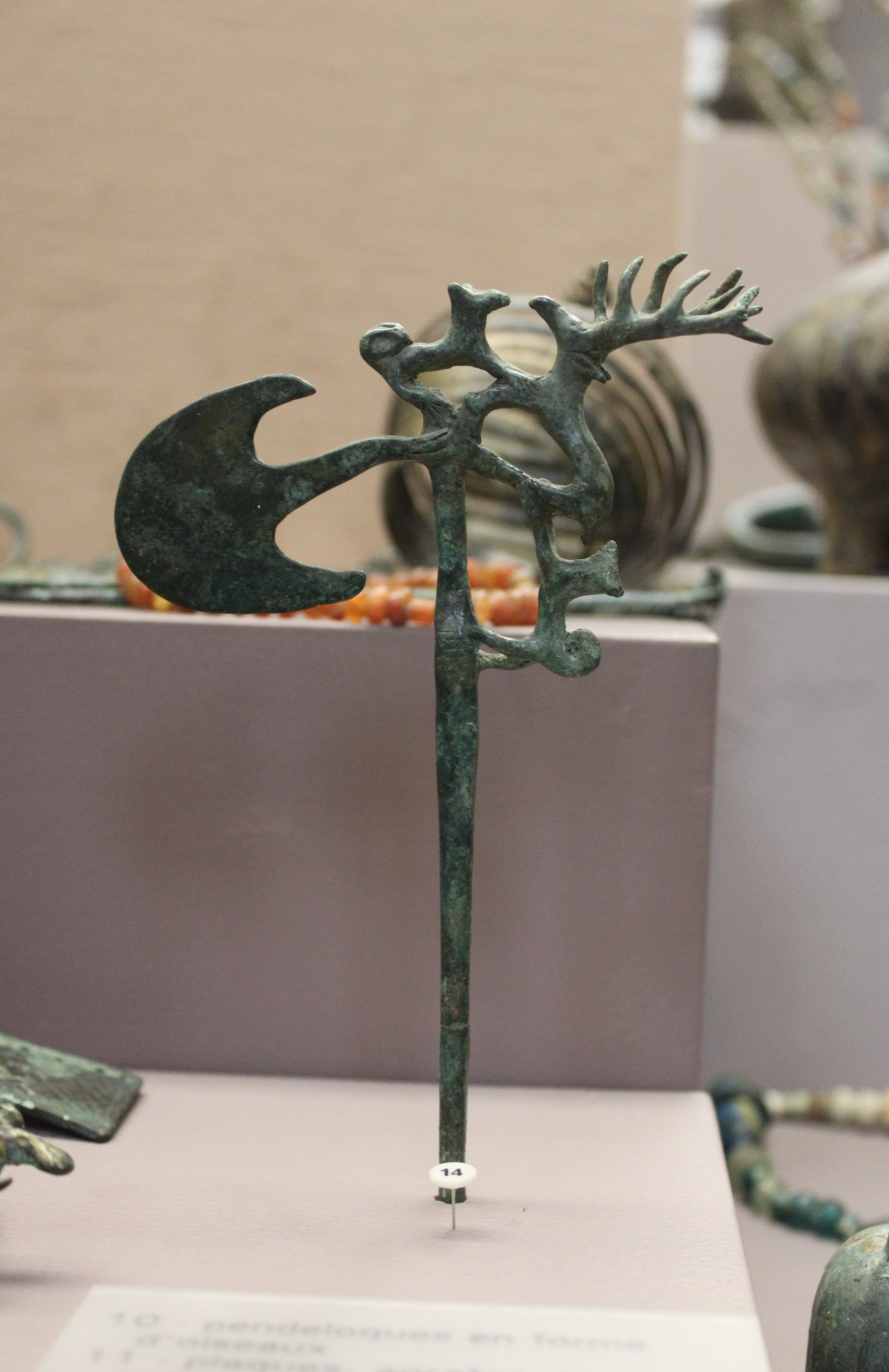
Szarvasvadászatot ábrázoló bronztű a kobani nekropoliszból, Észak-Oszétiából, Kr. e. 1. évezred eleje. Ernest Chantre (1879-1881) ásatásai. Musée d'archéologie nationale, Fr.

Johanna Nichols leírása szerint "Közép-Dagesztánban az elmúlt 8000 vagy több év alatt meglehetősen zökkenőmentes régészeti folytonosság van, ami arra utal, hogy a területen a nakh-dagesztáni nyelvcsalád régóta őshonos".
Egy 2020-as genetikai tanulmány, amely a Klin-Yar közösségekből származó mintákat elemezte, beleértve a Koban kultúrát is, azt találta, hogy az ősi népesség egy mintája a D-Z27276-os haplocsoportból származott, amely a modern tibeti néphez kapcsolódik, a többi a J1-es és a G-M285-ös haplocsoport volt.
A tudósok egy része úgy véli, hogy a Koban-kultúra alkotói és hordozói két különböző etnikai-nyelvi csoporthoz tartozhattak, nevezetesen:;
- a pjatyigorszki helyi változat területén valószínűleg főként a proto-adige törzsek éltek;
- a gorniji helyi változat területén a proto-nakhok(wd) élhetttek.

## Művészetek
A fennmaradt bronztárgyak az ősi mesterek művészi készségeinek magas fejlettségi szintjét tükrözik. A múzeumokban és magángyűjteményekben találhatók olyan tárgyak is, amelyek üvegzománc maradványokkal rendelkeznek, ami megerősíti, hogy a fémtárgyakat már ekkor égetett zománccal kezdték díszíteni.

## Galéria

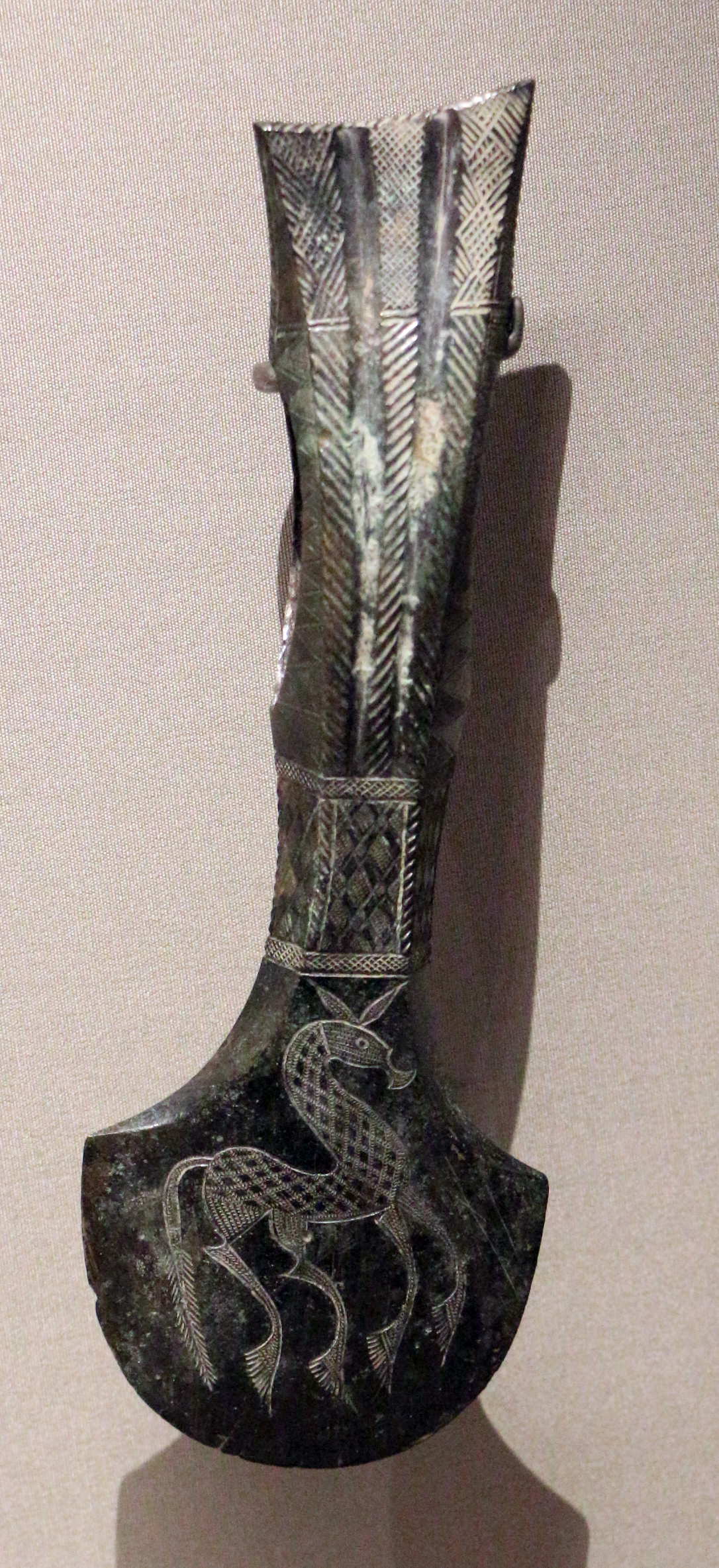
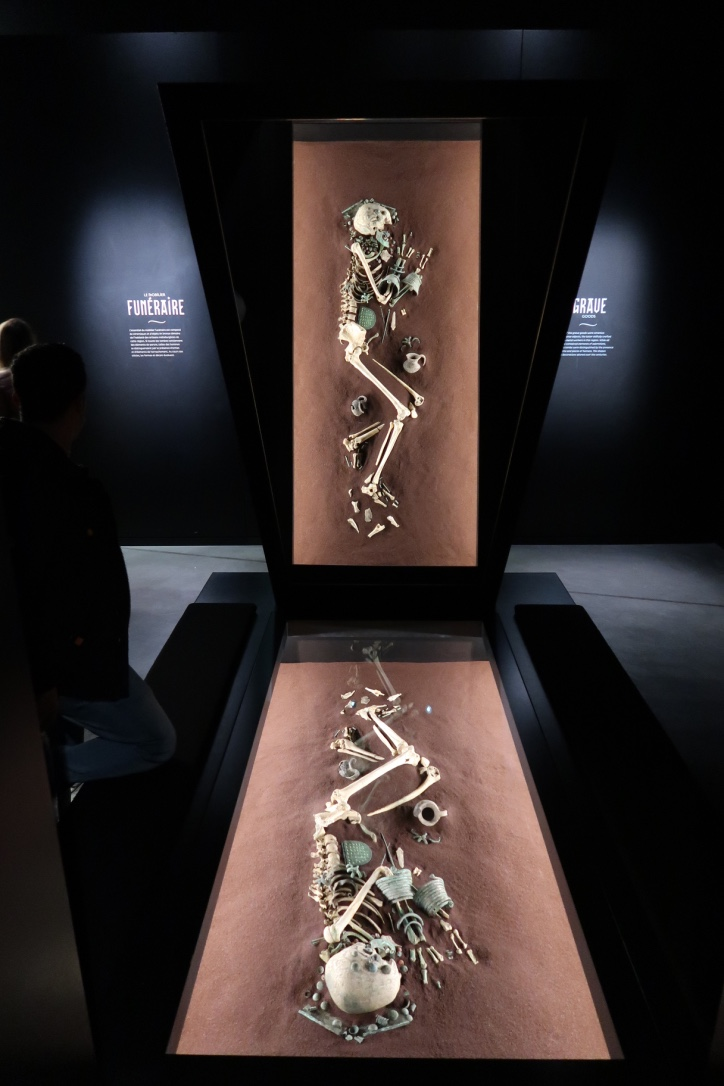
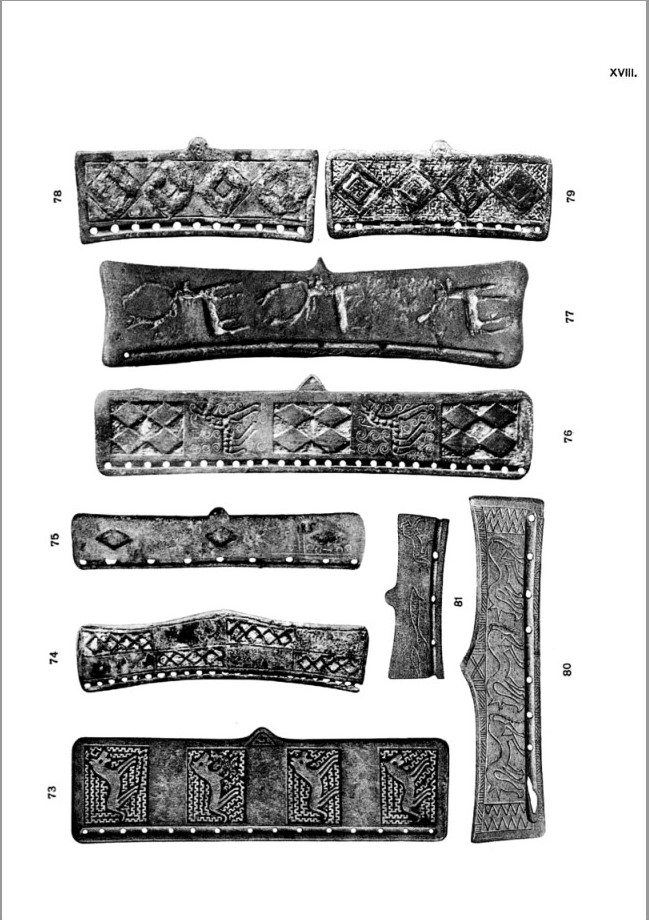
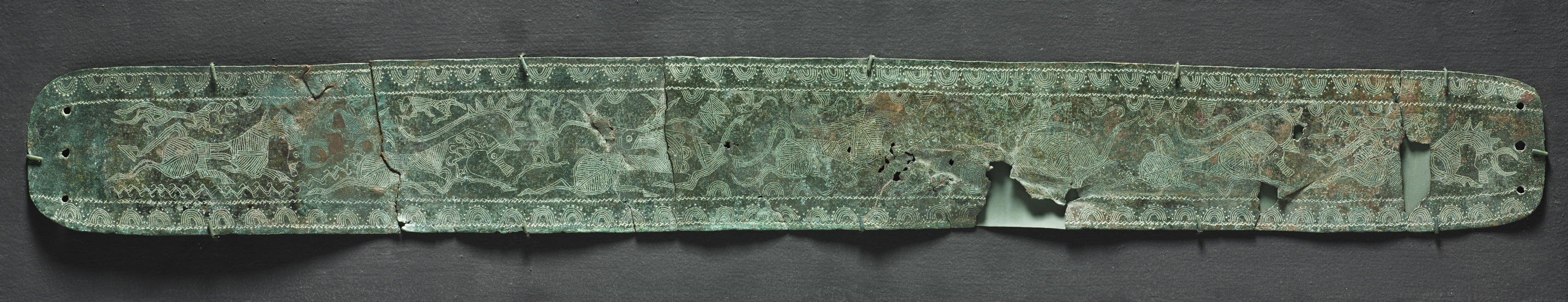
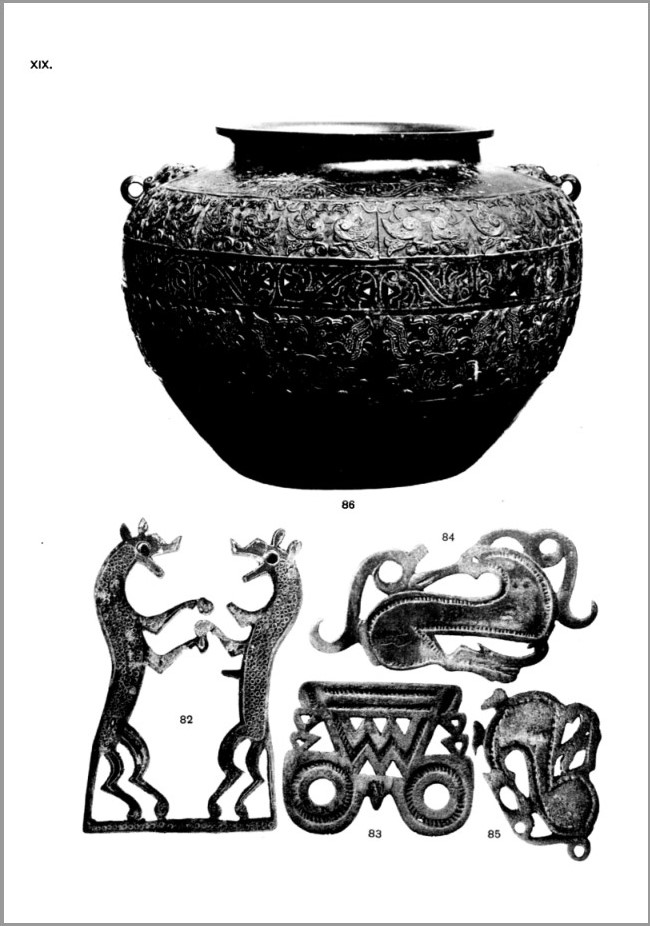

## Fordítás
Ez a szócikk részben vagy egészben  a   Koban culture című angol Wikipédia-szócikk fordításán alapul.  Az eredeti cikk szerkesztőit annak laptörténete sorolja fel. Ez a jelzés csupán a megfogalmazás eredetét és a szerzői jogokat jelzi, nem szolgál a cikkben szereplő információk forrásmegjelöléseként.